# Monika Kaczmarek (zootechniczka)
Monika Marzena Kaczmarek z domu Zaleska (ur. 15 października 1977) – polska zootechniczka, specjalistka rozrodu zwierząt.

## Życiorys
Monika Kaczmarek ukończyła na Uniwersytecie Warmińsko-Mazurskim w Olsztynie studia biotechnologiczne (2001) oraz podyplomowe informatyczne (2002). Stopień doktora nauk rolniczych uzyskała w 2004 w Instytucie Rozrodu Zwierząt i Badań Żywności Polskiej Akademii Nauk na podstawie pracy Wpływ koniugatu Hecate-CGβ na rozwój nowotworu gruczołu mlekowego u szczura (promotor: Adam J. Zięcik). Tamże habilitowała się w dziedzinie nauk rolniczych, dziedzina zootechnika, specjalność endokrynologia rozrodu zwierząt, przedstawiając dzieło Rola czynnika wzrostu śródbłonka naczyń w regulacji czynności błony śluzowej macicy świni. W 2018 otrzymała tytuł profesora nauk rolniczych.
Jej zainteresowania badawcze skupiają się na biologii rozrodu; obejmują także poznanie molekularnych mechanizmów interakcji zarodek-matka u różnych gatunków zwierząt, mechanizmy zaangażowane w programowanie funkcji rozrodczych na przestrzeni kilku pokoleń.
Od 2001 zawodowo związana jest z Zakładem Mechanizmów Działania Hormonów Instytutu Rozrodu Zwierząt i Badań Żywności PAN, od 2015 jako profesor instytutu. W 2011 została kierowniczką tamtejszego Laboratorium Biologii Molekularnej. W latach 2013–2017 równolegle była zatrudniona na stanowisku profesora na Wydziale Medycyny Weterynaryjnej Szkoły Głównej Gospodarstwa Wiejskiego w Warszawie. Członkini Komitetu Nauk Weterynaryjnych i Biologii Rozrodu PAN, Komitetu Biologii Molekularnej Komórki PAN, Komitetu Biologii Rozrodu PAN i Akademii Młodych Uczonych PAN. Członkini Rady Narodowe Centrum Nauki w kadencji 2020–2022.
Publikowała m.in. w FASEB Journal, PLoS Genetics, BMC Genomics. Prowadzi także działalność popularyzatorską (występy na TEDx, Futurelearn MOOC, Uniwersytet Dzieci, Europejska Noc Naukowców).
Stypendystka, m.in.: Fundacji na rzecz Nauki Polskiej, Fundacji Pro Scientia et Vita, Fundacji Aleksandra von Humboldta, Polsko-Amerykańskiej Komisji Fulbrighta. W 2013 „za zasługi w działalności na rzecz rozwoju nauki” została odznaczona Brązowym Krzyżem Zasługi.
Mężatka. Matka syna.